# کلود نولیه
کلود نولیه (فرانسوی: Claude Nollier‎؛ ۱۲ دسامبر ۱۹۱۹ – ۱۲ فوریهٔ ۲۰۰۹) یک هنرپیشه اهل فرانسه بود.
از فیلم‌ها یا برنامه‌های تلویزیونی که وی در آن نقش داشته است می‌توان به مولن روژ، عدالت اجرا شد اشاره کرد.